# Pubblicità comparativa
La pubblicità comparativa è un metodo pubblicitario con il quale un'azienda promuove i propri prodotti confrontandoli con quelli concorrenti. Può essere di tipo implicito quando si paragona un prodotto ad uno generico, quindi senza menzionare direttamente il concorrente, oppure di tipo esplicito quando si menziona il nome di un particolare concorrente sul mercato, al fine di evidenziare agli occhi del consumatore la superiorità qualitativa del prodotto offerto.
Nell'Unione europea tale metodo è lecito purché non sia ingannevole, non causi discredito al concorrente e non ne imiti marchi e denominazioni.. La pubblicità comparativa esplicita è usata soprattutto negli Stati Uniti, quella implicita invece viene utilizzata spesso anche in Italia (dove quella esplicita è stata vietata fino al 2000). La precedente normativa italiana definiva quella esplicita "diretta" e la vietava. Poco dopo l'entrata in vigore della normativa comunitaria liberalizzatrice in materia, in Italia furono sperimentate diverse pubblicità comparative dirette, quasi esclusivamente da parte di compagnie telefoniche, tra cui Tiscali, Tele2 e alcune minori non più esistenti. Il metodo fu abbandonato quasi subito.
Questo tipo di comunicazione pubblicitaria è stato usato ad esempio da Audi e BMW, protagoniste di una vera e propria guerra commerciale negli Stati Uniti, ancora più famosa è quella nata ormai da tempo fra Coca Cola e Pepsi.